# ويليام ويستون باتون
ويليام ويستون باتون (بالإنجليزية: William Weston Patton)‏ هو عالم عقيدة وكاتب أغاني أمريكي، ولد في 19 أكتوبر 1821 في نيويورك في الولايات المتحدة، وتوفي في 1889.